# エリム・デミドフ

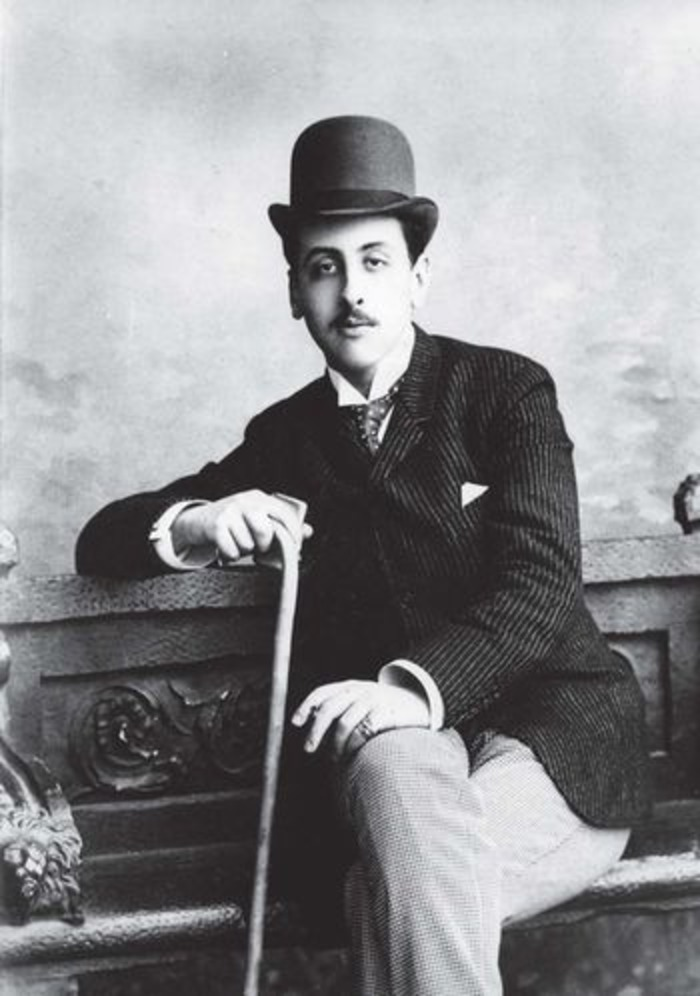
エリム・デミドフ

エリム・パヴロヴィチ・デミドフ（ロシア語: Елим (Элим) Павлович Демидов、1868年8月6日 ウィーン - 1943年3月28日 アテネ）は、帝政ロシアの貴族、資産家、外交官。大富豪デミドフ家の一員。第3代サン・ドナート公。

## 生涯
第2代サン・ドナート公パーヴェル・デミドフとその最初の妻マリヤ・エリモヴナ・メシチェルスカヤの間の長男として、ウィーンのヒーツィンクで生まれた。18歳の時に父を亡くし、イタリア貴族のサン・ドナート公位を継承した。1893年4月18日にサンクトペテルブルクにおいて、ロシア大蔵大臣を務めるイラリオン・ヴォロンツォフ＝ダーシュコフ伯爵の娘ソフィア・ヴォロツォヴァ＝ダーシュコヴァ（1870年 - 1953年）と結婚したが、間に子供は無かった。大富豪の相続人であったエリムは世界有数の資産家の一人に数えられ、米紙の『アトランタ・ジャーナル＝コンスティテューション』が1895年に発表した長者番付では、資産は膨大過ぎて「算定不能」と評されている。
外交官として欧州諸国の大使館・公使館に勤務し、1912年から帝政の崩壊する1917年まではギリシャ駐在大使を務めた。ロシア革命後も亡命者としてギリシャに留まり、白軍政府に大使役として協力した。1943年に死去すると、サン・ドナート公位は異母弟のアナトーリー・デミドフ（1874年 - 1943年）に相続された。しかしアナトーリーも半年後に息子のないまま死去したため、公位は消滅した。